# 황시 (희극인)
황서 (미국이름: Joe Wong, 중국어 정체자: 黄西, 병음: Huáng Xī, 1970년 4월 20일 생)는 중국 출신 미국 코미디언이자 화학공학자이다. 조선족 3세로 길림성 백산시에서 태어났다. 지린 대학에서 화학을 전공하고 중국과학원을 잠시 거친 그는 미국 텍사스주의 Rice University로 화학전공으로 유학을 떠났다. 2001년에 그는 보스톤으로 이주하여 All Asia Bar, Stash's Comedy Jam 등지에서 스탠드업 코미디언으로서 활동을 시작하였다.
그가 미국에서 전국적으로 유명해진 계기는 2009년 4월 17일 Late Show with David Letterman에 출연한 일이다. 이후 2010년 2월 10일에 Late Show에 두 번째 출연하였고, 2012년 3월 30일에 세 번째로 출연하였다.
2010년 성 파트리치오의 날에 미국 Radio and Television Correspondents' Association 연례 디너행사에 출연하여 미국 부대통령 Joe Biden 앞에서 스탠드업 코미디를 선보였다.
수상:
- Boston International Comedy and Film Festival (May 2003) 최종후보자[10]
- Cambridge Fringe Fest (March 2003) 최우수단편[10]
- Lizard Lounge in Cambridge, MA에서 열린 서서하는 개그경연 6회 우승